# بيت حجاي

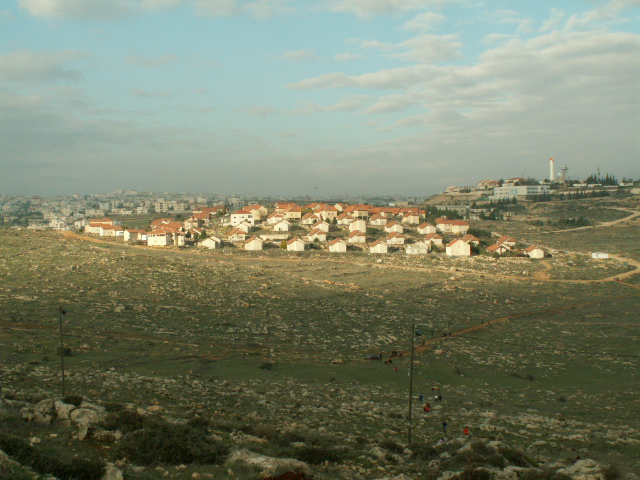
مستوطنة حجاي

حجاي أو بيت حجاي (بالعبرية: בֵּית חַגַּי) هي مستوطنة إسرائيلية يهودية أرثوذكسية تقع في تلال جبل الخليل في الضفة الغربية وبلغ عدد المستوطنين 460 في عام 2004 ، وفقا لوثيقة حكومية سرية نشرتها صحيفة هآرتس ، وتدار من قبل مجلس إقليمي جنوب جبل الخليل . ويعتبر المجتمع الدولي المستوطنات الإسرائيلية في الضفة الغربية غير قانونية بموجب القانون الدولي .
تم إنشاء المستوطنة عام 1989 على أراضي معتصبة من مدينة الخليل ودورا وأقرب المستوطنات لها هي كريات أربع